# Ike Boettger
Ike Boettger (Cedar Falls, Iowa; 5 de octubre de 1994) es un jugador profesional estadounidense de fútbol americano, se desempeña en la posición de guard en Indianapolis Colts, en la National Football League (NFL).

## Carrera
Fue parte del plantel de Buffalo Bills durante seis temporadas (2018-2023), y lleva una temporada en Indianapolis Colts, donde comenzó a jugar en 2023.